# Robert Geroch
Robert Geroch (1º giugno 1942) è un fisico e matematico statunitense.
Ha lavorato in modo prominente sulla relatività generale e sulla fisica matematica e ha promosso l'uso della teoria delle categorie in matematica e fisica. Tra i suoi studenti di dottorato Abhay Ashtekar e Gary Horowitz. Ha anche dimostrato un importante teorema in geometria di spin.

## Opere

### Articoli scientifici
- (EN) Robert Geroch, Spinor Structure of Space-Times in General Relativity. I, in Journal of Mathematical Physics, vol. 9, n. 11, 1968,  pp. 1739-1743, DOI:10.1063/1.1664507.

### Libri
- (EN) R. Geroch, General Relativity from A to B, University of Chicago Press, 1981, ISBN 0-226-28863-3.
- (EN) R. Geroch, Mathematical Physics (Lectures in Physics), University of Chicago Press, 1985, ISBN 0-226-28862-5.
- (EN) R. Geroch, Perspectives in computation, University of Chicago Press, 2009, ISBN 978-0-226-28855-0.
- (EN) R. Geroch, Geometrical Quantum Mechanics: 1974 Lecture Notes (Lecture Notes Series), Volume 3, Minkowski Institute Press, 2013, ISBN 978-1927763049.